# Heinrich Steinemann
Heinrich Steinemann (* 6. Februar 1840 in Rümlang; † 17. Januar 1902 ebenda), heimatberechtigt in Rümlang und Niederhasli, war ein Schweizer Landwirt und freisinniger Politiker.

## Leben

### Familie
Heinrich Steinemann war der Sohn des gleichnamigen Bauern und Gemeindeammans und dessen Ehefrau Anna (geb. Gujer).
Mütterlicherseits war er mit dem Bauernphilosophen Jakob Gujer verwandt.
1863 heiratete er Barbara (geb. Hinnen); gemeinsam hatten sie mehrere Kinder.

### Werdegang
Heinrich Steinemann besuchte die Primar- und Sekundarschule in Niederhasli, bevor er Landwirt wurde.
Er war von 1878 bis 1888 Mitglied und Bezirksrichter sowie von 1888 bis 1902 Präsident des Bezirksgerichts Dielsdorf.

### Politisches Wirken
Heinrich Steinemann war anfangs ein liberaler und später freisinniger Politiker.
Von 1865 bis 1869 war er im Gemeinderat in Rümlang und auch dessen Gemeindegutsverwalter sowie von 1872 bis 1879 Gemeindeammann und von 1880 bis 1888 Gemeindepräsident. Er engagierte sich für das Schulwesen und war unter anderem Mitgründer der Sekundarschule Rümlang-Oberglatt.
1888 erfolgte seine Wahl zum Zürcher Kantonsrat sowie am 1. Dezember 1890 zum Nationalrat; ihm folgte Heinrich Hauser in den Nationalrat.
Im Kantonsrat war er in der Staatsrechnungsprüfungskommission vertreten.
Er kämpfte in der Zeit von 1890 bis 1891 als Bauernvertreter für die Revision des Zolltarifs für Schutzzölle.

## Mitgliedschaften
Heinrich Steinemann war Verwalter der Gemeinnützigen Gesellschaft des Bezirks Dielsdorf.
Er gründete 1878 den Landwirtschaftlichen Verein Rümlang und war von 1892 bis zu seinem Tod im Vorstand des kantonalen Landwirtschaftlichen Vereins sowie von 1898 bis 1902 des Schweizerischen Bauernverbands.
1898 wurde er Präsident des Ostschweizerischen Verbands der Fleckviehgenossenschaften; sein Nachfolger wurde Carl Eigenmann.